# Robert Große-Stoltenberg
Robert Große-Stoltenberg (* 18. September 1903 in Sprockhövel; † 7. Dezember 1983 in Hanau) war ein Ingenieur, Heimatforscher, Papierhistoriker, Wasserzeichenforscher.

## Leben
Große-Stoltenberg war Sohn des Bäckermeisters Johann Dietrich Theodor Große-Stoltenberg (1860–1922) und der Emma Lina Oberhöffken genannt  Schulte-Heinrich (1859–1928).  Er heiratete 1939 in Augsburg die dort 1911 geborene medizinisch-technische Assistentin Erna Margarete Dannleitner.
Als in Hanau tätiger Ingenieur veröffentlichte er seit 1956 papiergeschichtliche und wasserzeichenkundliche Forschungen und war 1959 einer der zwölf Gründer der Internationalen Arbeitsgemeinschaft der Papierhistoriker (IPH). 
Sein besonderes Interesse galt der Gründung der Papiermühle in Hanau durch Johann Wilhelm Abraham Jaeger, u. a. Buchhändler und Drucker in Frankfurt am Main. Als Inhaber der Hanauer Öl- und Pulvermühle wurde diesem 1777 die Erbleihe dafür verliehen.  Bereits 1778 konnte Große-Stoltenberg erste Wasserzeichen mit den Initialen des Sohnes Johann Christian Jaeger nachweisen. Die großformatigen Papierbogen im Royalformat wurden für das seit 1789 in 81 Blättern publizierte Kartenwerk Großer Atlas von Deutschland benötigt.
Zur Filigranologie leistete Große-Stoltenberg wertvolle Beiträge. Er befasste sich mit der Wiedergabegenauigkeit beim Durchzeichnen von Wasserzeichen und verwies dabei auf produktionstechnische Details beim Handpapierschöpfen, mit Wasserzeichen in alten Landkarten und verdeutlichte, in welcher Weise die Drahtfiguren gebogen und auf der Schöpfform befestigt wurden. Zum unmittelbaren Abgleich zweier Wasserzeichenpapiere entwickelte er spezielle Geräte, die er Wasserzeichenkomparator oder Komparaskop nannte.
Seine papiergeschichtlichen Publikationen insbesondere zur hessischen Papiergeschichte zeichnen sich durch eine ganzheitliche Sicht auf Topografie, Mühlentechnik, Besitzergeschichte und chronologische Erfassung der verwendeten Wasserzeichen aus.

## Nachlass
Landesarchiv Baden-Württemberg. Hauptstaatsarchiv Stuttgart: Wasserzeichensammlung Große-Stoltenberg, J 343. Findbuch Stuttgart 1988.

## Veröffentlichungen
- Zur Geschichte der Papierherstellung in Hanau. Von der Papiermühle zur Papierfabrik. In: Hanauer Geschichtsblätter 17 (1960), S. 139–192.
- Die Hanauer Sparren als Wasserzeichen. In: Hanauer Geschichtsblätter 21 (1966), S. 57–78.
- ‚Der große Atlas von Deutschland‘ von Johann Wilhelm Abraham Jäger. Frankfurt 1969 (Deutsche Geodätische Kommission bei der Bayerischen Akademie der Wissenschaften, Reihe E: Geschichte und Entwicklung der Geodäsie Nr. 10).